# Zalissia (obwód tarnopolski)
Zalissia (ukr. Залісся) – wieś na Ukrainie, w obwodzie tarnopolskim, w rejonie tarnopolskim.